# Eduard Helly
Eduard Helly (Vienna, 1º giugno 1884 – Chicago, 28 novembre 1943) è stato un matematico austriaco.
Ebbe una vita travagliata che non gli consentì di ottenere risultati superiori e i riconoscimenti che avrebbe meritato.
È l'eponimo dei due teoremi di Helly, delle famiglie di Helly, del teorema di selezione di Helly, della metrica di Helly del teorema di Helly–Bray.
Ha pubblicata una dimostrazione del teorema di Hahn-Banach nel 1912, 15 anni prima che Hans Hahn e Stefan Banach scoprissero indipendentemente questo risultato.